# Домашнев, Анатолий Иванович
Анато́лий Ива́нович Дома́шнев (21 марта 1927 — 16 февраля 2001) — советский и российский лингвист, специалист в области теории языка, социолингвистики, немецкого и других германских языков; занимался также вопросами национального развития литературных языков. Член-корреспондент АН СССР c 15 декабря 1990 года по Отделению литературы и языка (языкознание).

## Биография
После окончания средней школы служил в рядах РККА (1944—1946), окончил Алма-Атинский педагогический институт иностранных языков (1950). Учёбу на последнем курсе института совмещал с преподавательской деятельностью в школе и Институте физической культуры. С 1950 года — аспирант кафедры немецкого языка МГПИ им. В. П. Потёмкина. В 1952—1953 годах работал референтом-переводчиком МИД СССР.
Преподаватель кафедры лексикологии и стилистики немецкого языка МГПИИЯ им. М. Тореза (1954—1955), в 1954 году защитил кандидатскую диссертацию «Синтаксические наблюдения над городской (деловой) прозой Германии XIII—XV вв.: местоположение главных членов самостоятельного повествовательного предложения». С 1955 года — старший преподаватель кафедры немецкого языка, затем декан факультета иностранных языков ПГПИ. В 1958 году перешёл на работу в ГГПИИЯ: заведующий кафедрой немецкой филологии (1958—1960), проректор по учебной работе (1960—1964), ректор института (1964—1968).
С 1968 года работал в ЛГПИ им. А. И. Герцена в должности профессора кафедры немецкой филологии, затем заведующего кафедрой и декана факультета иностранных языков. Доктор филологических наук (1970, диссертация «Национально-региональная вариативность немецкого литературного языка и австрийский национальный вариант современного немецкого литературного языка»). Заведующий ЛО Института языкознания АН СССР (1976—1990), организатор и первый директор ИЛИ РАН (1991—2001).
Заместитель директора Санкт-Петербургского отделения МГЛУ. Член Международной ассоциации германистов. Под руководством А. И. Домашнева было выполнено более 30 кандидатских диссертаций.
Принимал активное участие в публичном осуждении Е. Г. Эткинда в 1974 году в качестве декана факультета, где работал Эткинд.

Анатолий Иванович Домашнев (декан факультета иностранных языков, профессор, зав. кафедрой германской филологии): «Эткинд работал на факультете иностранных языков… Я сознательно употребил слово „работал“. Я все-таки думаю, что Эткинд — антисоветский отщепенец и двурушник. Он не в открытую заявлял о своей антисоветской платформе. Он не уехал в Израиль, а проводил свою политику более тонко. Такая скрытая позиция позволяла ему долго оставаться в наших рядах. Сохраняя внешнюю пристойность, он длительное время проводил эту свою линию. Сейчас надо не долго говорить, а дать оценку. Не место таким, как Эткинд, в советском коллективе преподавателей. Он должен быть изгнан из института и лишен ученого звания и степени, которые тоже получил в нашем институте».
— Эткинд Е. Г. Записки незаговорщика.

## Основные работы

### Монографии
- «Очерк современного немецкого языка в Австрии» (1967)
- «Лингвистическая карта Швейцарии» (1974, редактор)
- «Романо-германские языки и диалекты единого ареала» (1977, редактор)
- «Современный немецкий язык в его национальных вариантах» (1983)
- «Интерпретация художественного текста: немецкий язык» (1983, 2-е изд. 1989; в соавт. с Е. А. Гончаровой и И. П. Шишкиной)
- «Романоязычные и германоязычные ареалы» (1983, редактор)
- «Романо-германская контактная зона» (тт. 1—3, 1988—1993, редактор)
- «Языковые отношения в ФРГ» (1989)
- «Типология сходств и различий языковых состояний и языковых ситуаций в странах немецкой речи» (2001, в соавт. с Л. Б. Копчук)
- «Труды по германскому языкознанию и социолингвистике» (2005, посм.) СПб.: Наука, 2005—1113 с. ISBN 5-02-027019-9

### Статьи
- «Летцебургский язык в трёхъязыковой структуре Люксембурга» // «Проблемы ареальных контактов и социолингвистики» (1978)
- «О границах литературного и национального языка» // «Вопросы языкознания», 1978, № 2
- «Варианты немецкого языка» // «Варианты полинациональных литературных языков» (1981)
- «Развитие и изучение языков народностей Севера» // «Вестник АН СССР», 1982, № 12 (в соавт. с А. Н. Жуковой и О. П. Суником)
- «Этносоциологические характеристики Швейцарии» // «Лингвоэтнография» (1983)
- «„Языковой остров“ как тип ареала распространения языка и объект лингвистического исследования» // «Ареальные исследования в языкознании и этнографии: язык и этнос» (1983)
- «Языки народностей Севера и их письменность на современном этапе» // «Палеоазиатские языки» (1986, в соавт. с А. Н. Жуковой и О. П. Суником)
- «Проблемы немецкой орфографии» // «Известия АН СССР. Серия литературы и языка», 1988, вып. 4
- «Концепция национального варианта языка в трудах акад. Г. В. Степанова» // «Res Philologica: филологические исследования» (1990)
- «К проблеме языка общения в объединённой Европе» // «Вопросы языкознания», 1994, № 5
- «Реформа немецкой орфографии» // «Известия РАН. Серия литературы и языка», 1997, вып. 6
- «Швейцарско-немецкий диалект» // «Языки мира: германские языки, кельтские языки» (2000)
- «Идеи плюрицентрического развития современного английского языка в трудах В. Н. Ярцевой» // «Язык: теория, история, типология» (2000)
- «Славянские (чешские) влияния на немецкий язык Австрии» // «Язык как средство трансляции культуры» (2000)
- «Немецкие диалекты» // «Языки Российской Федерации и соседних государств. Т. 2» (2001, в соавт. с Л. Э. Найдич)